# Ledia Dushi
Ledia Dushi, née le 21 juin 1978 à Shkodër en Albanie, est une poétesse, journaliste et traductrice albanaise.

## Œuvres
- Ave Maria bahet lot, Tirana, 1997
- Seancë dimnash, Shkodër, 1999
- Tempo di pioggia, Pristina, 2000
- Askush nuk vdes për mue, Tetova, 2003
- Me mujt me fjet...me kthimin e shpendve, Tirana, 2009

## Œuvres traduites en français
- Personne (trad. par Élisabeth Chabuel), Éditions Imprévues, coll. « Accordéons », 2015

## Documentation
- (de) « Ledia Dushi », dans Orte. Schweizerische Literaturzeitschrift n°186 : Lyrik aus Albanien, 2016, p. 22.  (ISBN 978-3-85830-183-3)
- (sq) Hasan Hasani, Leksikoni i shkrimtareve shqiptare 1501-2001, Prishtina, 2003  (ISBN 9951-06-034-X)